# پایگاه هوایی ملی کینگزلی فیلد ایر
پایگاه هوایی ملی کینگزلی فیلد ایر (به انگلیسی: Kingsley Field Air National Guard Base) یک فرودگاه است. این فرودگاه در پایگاه اصلی گارد ملی هوایی اورگان کشور ایالات متحده آمریکا قرار دارد.